# Sportsrideklubben
Sportsrideklubben er en dansk rideklub, der blev etableret d. 10. marts 1900 af en gruppe af jagtryttere. Klubben har i dag ca. 1.500 medlemmer.
I 1901 afholdt klubben Danmarks første ridestævne, der var distanceridning over 81 km. I 1903 fulgte en højdespringskonkurrence i Lørups Ridehus i København.
Det første dressur og springstævne afholdt klubben i 1904 på Charlottenlund Travbane. I 1905 arrangerede klubben Hubertusjagt i Jægersborg Dyrehave for første gang.
Sportsrideklubben var en af initiativtagerne til stiftelsen af Dansk Ride Forbund i 1917.
I 1952 blev Københavns Rideklub indlemmet i Sportsrideklubben.

## Notable medlemmer og konkurrencer
En række af klubbens medlemmer har deltaget i internationale konkurrencer, og Sportsrideklubben har arrangeret en række store konkurrencer.
Ved OL i 1956 i Melbourne, Australien bestod Danmarks hold i skoleridning af Lis Hartel, Hermann Zobel og Inge Lemwig-Müller, der alle er ryttere fra Sportsrideklubben.
I 1963 og 1965 afholdt Sportsrideklubben “Copenhagen Horse Festival” med EM i skoleridning, som blev afviklet på græsset syd for slottet i Bernstorffsparken. I 1974 afholdt Sportsrideklubben VM i dressur på Christiansborg. Igen i 1985 afholdt klubben EM i dressur i Bernstorffsparken. I årene derefter blev Christianborg igen stævneplads og der blev arrangeret World Cup i dressur. 